# Georges Henri Halphen
Georges Henri Halphen (Rouen, 30 ottobre 1844 – Versailles, 23 maggio 1889) è stato un matematico francese.
Nel 1866 si è laureato presso l'École Polytechnique. Ha ottenuto il dottorato presso l'Università di Parigi nel 1878. Fu eletto a l'Accademia dei Lincei nel 1887. Ha lavorato sulla geometria proiettiva, le equazioni differenziali, le funzioni di Lamé e le funzioni ellittiche.

## Opere
- Sur les invariants différentiels (Tesi di dottorato, 1878)
- Traité des fonctions elliptiques et de leurs applications (Paris : Gauthier-Villars, 1886-1891)